# Roblinella agnewi
Roblinella agnewi es una especie de molusco gasterópodo de la familia Charopidae en el orden de los Stylommatophora.

## Distribución geográfica
Es endémica de Australia.

## Hábitat
Su hábitat natural son: bosques templados y zonas rocosas.